# 天黑請斃命
《天黑請斃命》（英語：Bodies Bodies Bodies）是一部2022年的美國黑色幽默砍杀电影。該片為荷蘭導演哈麗娜·萊伊指導的第一部英語片，由阿曼德拉·斯坦伯格、瑪麗亞·巴卡洛娃、麥哈拉·哈羅德、雀絲·隋·旺德斯、瑞秋·森諾特、李·佩斯和皮特·戴维森主演。《天黑請斃命》2022年3月14日於西南偏南首映，2022年8月5日於美國上映、A24負責發行。

## 內容概要
颶風來襲期間，七位年輕人在偏遠的豪宅開派對。派對主人蘇菲（阿曼德拉·斯坦伯格飾）和大衛（皮特·戴维森飾）一位不久前才戒癮，另一位則是個超級有錢人，而碧（瑪麗亞·巴卡洛娃飾）是蘇菲來自藍領階級的女朋友，剛認識這群朋友，不熟悉他們舉辦的這種派對，天真地吃下一大塊蛋糕卻不知道裡面摻了大麻。其中一位派對客人喬丹（麥哈拉·哈羅德飾），警告碧蘇菲並非如她所想的那麼單純。蘇菲因為在勒戒所待了段時間，有一陣子沒跟朋友圈裡的人連略，與朋友的相處過程中有些尷尬。於是他們決定玩「天黑請斃命（bodies bodies bodies）」，一種類似狼人殺的派對遊戲。但是遊戲進行得很不順利，尤其當大衛找每位參與者爭執，包括他的女友艾瑪（雀絲·隋·旺德斯飾），還有僅僅因為是艾莉絲（瑞秋·森諾特飾）男友才在派對上現身的中年男子葛雷（李·佩斯飾），這都為他們破碎的友誼火上加油。遊戲結束，很快他們卻發現一場貨真價實的謀殺發生了，他們得再次尋找隱身於派對之中的兇手。

## 演員
- 阿曼德拉·斯坦伯格 飾演 蘇菲（Sophie）
- 瑪麗亞·巴卡洛娃 飾演 碧（Bee）
- 麥哈拉·哈羅德 飾演 喬丹（Jordan）
- 雀絲·隋·旺德斯（英语：Chase Sui Wonders） 飾演 艾瑪（Emma）
- 瑞秋·森諾特（英语：Rachel Sennott） 飾演 艾莉絲（Alice）
- 李·佩斯 飾演 葛雷（Greg）
- 皮特·戴维森 飾演 大衛（David）
- 康納·歐麥利（英语：Conner O'Malley） 飾演 麥克斯（Max）

## 製作
2018年3月，A24買下由克莉絲汀·露潘尼恩自行創作的代售劇本《天黑請斃命》。
2019年9月，宣布Chloe Okuno將執導電影並重新改寫劇本。
2021年4月，宣布阿曼德拉·斯坦伯格和瑪麗亞·巴卡洛娃已加入演員陣容，皮特·戴维森、麥哈拉·哈羅德尚於洽談中。
瑪麗亞·巴卡洛娃曾言她對於演出恐怖片感到害怕，也害怕看恐怖片，但她知道A24的恐怖片不只是恐怖片；她認為這部電影「更像是限制級喜劇片」。
2021年5月，李·佩斯、瑞秋·森諾特、雀絲·隋·旺德斯和康納·歐麥利加入演員陣容，麥哈拉·哈羅德、皮特·戴维森證實將演出該片。
主體拍攝於2021年5月開始進行。

## 發行
該片於2022年3月14日、西南偏南上首映。
預計於2022年8月5日上於戲院上映。
第六攝影棚電影則負責全球上映。

## 評價
該片在爛番茄上獲得90％的新鮮度，有145位影評人給予正面評價，平均分數為7.4/10。網站影評家共識寫道：「無可挑剔的演員和巧妙的劇本，《天黑請斃命》可謂非常難得的出色懸疑追兇之作。」
在Metacritic（評價平均有加權）在34位影評人評分中獲得68分，表示「普遍好評」

## 外部連結
- 互联网电影数据库（IMDb）上《天黑請斃命》的资料（英文）